# Dušan Korać
Dušan Korać zvani Dule (Mrčajevci, pokraj Čačka, 7. siječnja 1920. - Beograd, 13. ožujka 1998.), bio je sudionik narodnooslobodilačke borbe, general - pukovnik JNA, da bi kasnije bio visoki partijski funkcionar u SR Srbiji i socijalističkoj Jugoslaviji te nositelj Ordena narodnog heroja Jugoslavije.

## Djetinjstvo i mladost
Rođen je 7. siječnja 1920., u selu Mrčajevcima, pokraj Čačka, u Srbiji, u radničkoj obitelji porijeklom iz Ivangrada (danas Berane) u Crnoj Gori. Obitelj se zbog zaposlenja često selila, tako da je djetinjstvo proveo u Čačku, Ivangradu i Kragujevcu, gdje pohađa pučku (osnovnu) školu i tehničku školu pri Vojno tehničkom zavodu, gdje nakom završetka školovanja radi kao kvalificirani radnik. Tijekom srednjoškolskog školovanja, 1937., pridružuje se SKOJ-u, gdje je bio clan mjesnog i okružnog komiteta, da bi nakon sindikalnog angažmana, 1940., bio primljen u KPJ, gdje je prije rata bio sekretar jedne ćelije u Kragujevcu.

## Drugi svjetski rat
Nakon izbijanja Drugoga svjetskog rata i okupacije Jugoslavije, aktivno sudjeluje u podizanju ustanka, u kolovozu 1941., kada odlazi u kragujevački partizanski odred. U ratu je sudjelovao u brojnim važnim bitkama, poput onih na Neretvi i Sutjesci, te je prošao područja ratnih operacija u Srbiji, Crnoj Gori, BiH, Hrvatskoj i Sloveniji. 
U travnju 1944., imenovan je političkim komesarom u 26. dalmatinskoj diviziji NOVJ-a, te je sudjelovao u ratnim operacijama na Pelješcu, srednjodalmatinskim otocima, u oslobađanju Splita u listopadu 1944., u kninskoj operaciji u prosincu 1944., zatim u veljači 1945., sudjeluje u mostarskoj operaciji, prilikom koje je aktivno bio uključen u akciju "neutralizacije" samostana u Širokom Brijegu, kojom prilikom su ubijeni franjevci. Nakon toga, zajedno s jedinicama četvrte JA sudjeluje u oslobađanju Hrvatskog primorja i Rijeke, te u bitci za Trst.
Kraj ratnih operacija dočekuje u Sloveniji, gdje  tijekom svibnja i lipnja 1945., aktivno sudjeluje u nadgledanju masovnih ubojstava zarobljenih pripadnika poraženih vojski i civila, na području Kočevskog roga. U svojem iskazu, spominje ga, tada major motomehanizirane divizije, Simo Dubajić, čija je jedinica također djelovala u sastavu četvrte JA. Dubajić navodi, kako je zadnjeg dana, Korać dosao u sklopu komisije viših časnika JA, te da je ta komisija preuzela prikupljene dragocjenosti prikupljene od ubijenih, te naredila nadgledanje položaja masovnih grobnica, na kojima je nakon toga provođeno miniranje, kako bi se prikrili tragovi zločina.

## Karijera u socijalističkoj Jugoslaviji
Poslije završetka rata ostao je u vojsci, te je uz rad završio Višu vojnu akademiju u Beogradu. Tijekom karijere u vojsci, od odlaska u partizane, do odlaska u mirovinu (1980.), bio je na različitim odgovornim dužnostima, slijedom toga bio je imenovan političkim komesarom Tenkovske armije JA (1945.—1946.), zatim je bio na mjestu političkog komesara Treće armije (1947.—1948.), politkomesar Druge vojne oblasti u Novom Sadu (1948.—1950.), politkomesar JRV i PVO (1951.—1952.), politkomesar Sedme vojne oblasti u Sarajevu (1952.—1953.). Imenovan je zapovjednikom Prve proleterske divizije u Postojni (1953.—1958.), zatim Vojnog područja Rijeka (1958.-1959.), te načelnikom Štaba Pete armije u Zagrebu (1959.—1967.), da bi nakon te dužnosti bio u Beogradu unaprijeđen i postavljen na dužnost načelnika Treće uprave i pomoćnik Načelnika Generalštaba JNA (1967.—1970.), zatim načelnika Uprave kopnene vojske (1970.—1971.) te na dužnost glavnog inspektora Glavne inspekcije JNA (1971.—1978.).    
Tijekom rezolucije Informbiroa (IB-a) svrstao se uz one koji su osudili rezoluciju, i podržavao je otklon od Sovjetskog Saveza.
Uz vojnu karijeru, bio je aktivan i u politici i športu. U političkoj karijeri, bio je na Šestom kongresu SK Srbije bio je izabran za člana Stalnog dijela Konferencije SK Srbije. Bio je član nekoliko državnih delegacija u posjeti prijateljskim zemljama, član Komisije CK SK Jugoslavije za općenarodnu obranu i Komiteta Konferencije SKJ u JNA, te predsjednik njene Komisije za općenarodnu obranu.
Osim političke karije, kroz Partiju, izgradio je i karijeru kroz tijela u sportskim organizacijama tadašnje države, naime još tijekom rada, bio je jedan od suorganizatora Partizanskih sportskih igara u Foči, 1942., da bi nakon rata, bio jedan od suosnivača Jugoslavenskog sportskog društva „Partizan“, zatim predsjednik Teniskog kluba „Partizan“, predsjednik Jugoslavenskog olimpijskog komiteta (1950.—1951.), predsjednik Teniskog saveza Hrvatske (1960.-1967.), predsjednik Teniskog saveza Jugoslavije (1954.-1956.; 1967.-1977.).

## Kraj karijere i smrt
Godine 1980. odlazi u mirovinu, u činu general pukovnika JNA. Umro je u Beogradu, 13. ožujka 1998., u osamdeset i osmoj godini života. 